# ميشيل هانكة
ميشيل هانكة (بالألمانية: Michael Henke)‏ (27 أبريل 1957 ببيورن في ألمانيا - ) هو مدرب كرة قدم ولاعب كرة قدم ألماني في مركز الوسط. لعب مع بادربورن 07 وفاتنشايد 09 و وFC Gütersloh ‏ وTeutonia Lippstadt ‏ وSV Lippstadt 08 ‏ وغوترسلوه 2000 ‏.

## روابط خارجية
- ميشيل هانكة على موقع قاعدة بيانات كرة القدم.إي يو (الإنجليزية)
- ميشيل هانكة على موقع عالم كرة القدم.نت (الإنجليزية)